# Estação Nova Natal
A Estação Nova Natal é uma das estações do Sistema de Trens Urbanos de Natal, situada em Natal, entre a Estação Nordelândia e a Estação Soledade. Faz parte da Linha Norte.
Localiza-se na Rua da Araruna, no conjunto Nova Natal. Atende o bairro da Lagoa Azul.